# Monte Colombano
Il monte Colombano è una montagna delle Alpi Graie alta 1.658 m.
Si trova tra la Val Ceronda, la Valle di Viù e la Val Casternone; il suo punto culminante è situato tra i comuni di Varisella e di Viù ma il versante sud-occidentale è compreso nel territorio comunale di Val della Torre.

## Descrizione

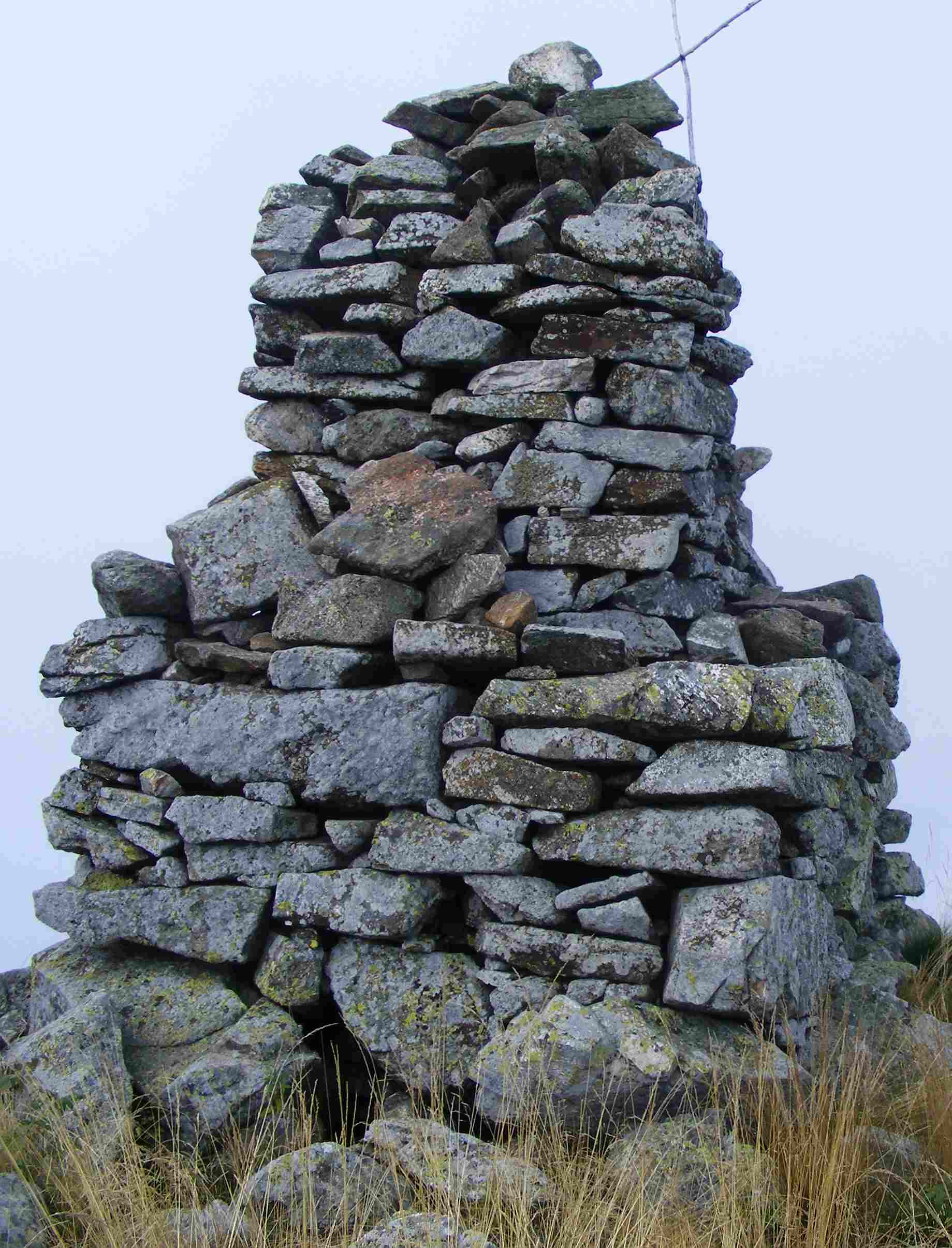
Il cippo di pietrame sulla vetta

È la maggiore elevazione della Val Ceronda; il punto culminante è situato circa 600 metri più a nord della quota 1.620 m dove la stessa Val Ceronda converge con la Valle di Viù e quella del Casternone.
Situata in provincia di Torino, è una montagna arida e pietrosa, caratterizzata da estesi macereti sia sul versante est che guarda verso Varisella sia su quello occidentale rivolto verso il vallone di Richiaglio.
Dal suo versante orientale nasce il principale tra i rami sorgentizi che danno origine al torrente Ceronda mentre dalla conca che lo separa dal vicino monte Arpone nasce il Casternone.

In vetta si trova un massiccio cippo di pietrame. Sulla cima è collocato anche il punto geodetico trigonometrico dell'IGM denominato monte Colombano  (cod. 055042).

## Geologia
Come altre montagne della zona il monte Colombano è composto prevalentemente di rocce lherzolitiche, in parte serpentinizzate. Geologicamente connessa con il substrato formato da questo tipo di rocce è la presenza, sui fianchi della montagna di imponenti block stream, ossia di coperture detritiche formate da blocchi rocciosi di dimensioni che variano da qualche decimetro ad alcuni metri.

## Accesso alla vetta

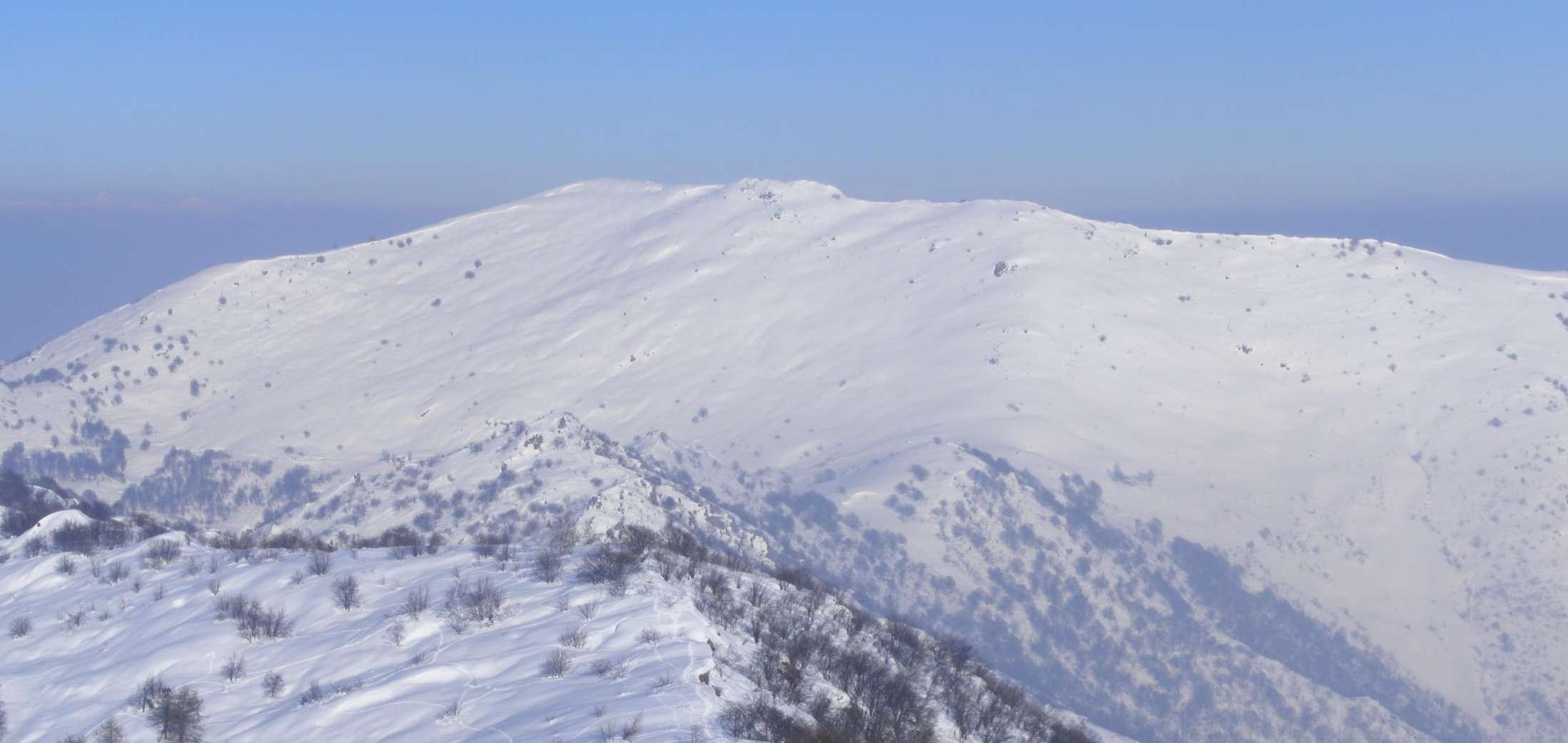
Il Colombano visto dal monte Arpone

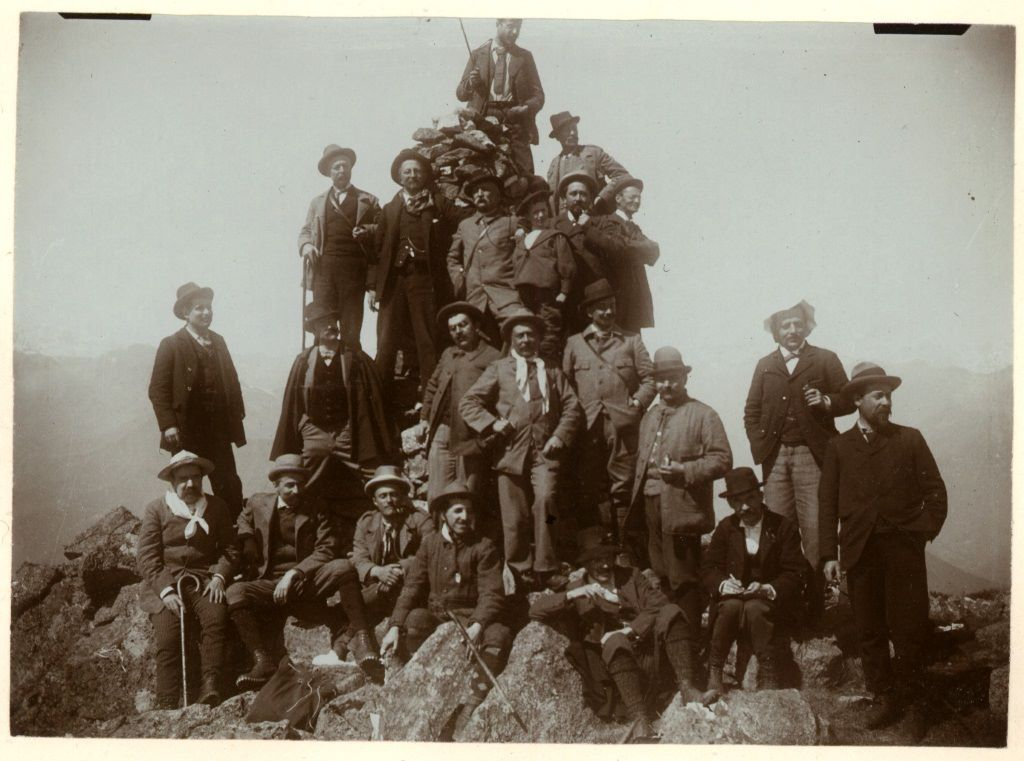
Escursionisti in vetta nel 1899 (foto M.Gabinio)

Il monte Colombano è di interesse prevalentemente escursionistico ed è accessibile senza difficoltà alpinistiche da tutti i versanti.
La via di salita più comoda è la traccia di sentiero che sale dal Colle Lunella, a sua volta facilmente raggiungibile dal Colle del Lis.
La montagna può essere raggiunta anche da Val della Torre, ma in questo caso il dislivello è decisamente maggiore.
Una terza via parte da Toglie in valle di Viù, e passando per Mollar del Lupo e il Colle Grisoni (1.405 m), raggiunge per la cresta di pietrame la vetta. 

In condizioni di neve stabile e abbondante questa escursione può essere effettuata anche con le ciaspole.

## Punti di appoggio
- Rifugio Portia